# Tiina Astola

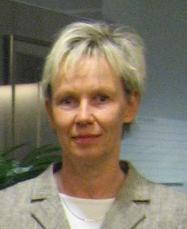
Tiina Astola, 2006

Tiina Maija-Sisko Astola (* 6. April 1953 in Helsinki) ist eine finnische EU-Beamtin und leitet seit Februar 2016 als Generaldirektorin die Generaldirektion Justiz und Verbraucher (DG JUST).

## Leben und Wirken
Tiina Astola studierte Rechtswissenschaften an der Universität Turku und an der Vrije Universiteit Brussel, jeweils mit Master-Abschluss. Sie war dann zunächst bis 1986 für das finnische Außenhandelsministerium tätig, danach in verschiedenen Positionen für das finnische Finanz- und das Justizministerium. Von 2007 bis 2016 amtierte sie als Staatssekretärin im finnischen Justizministerium.
Seit 1979 ist Astola mit Martti Koskenniemi verheiratet.